# سیسنروس (انتیوکیا)
سیسنروس (انگلیسی: Cisneros, Antioquia) نام شهری در کشور کلمبیا است.